# Abram Farewell

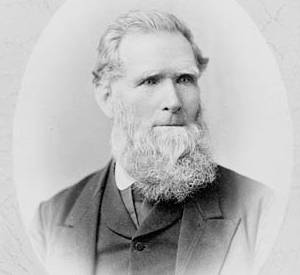
Abram Farewell.

Abram Farewell (21 de diciembre de 1812 - 8 de febrero de 1888) fue un negociante y figura política de Ontario. Representó a Ontario Sur en la Asamblea Legislativa de Ontario desde 1871 a 1875.
Nació en Harmony (ahora parte de Oshawa) en Alto Canadá en 1812 y fue al colegio en Whitby. Luego trabajó en el negocio de su padre antes de abrir su propia tienda en Harmony. Luego se volvió copropietario de los barcos que transportaban granos a los mercados estadounidenses. Ayudó a establecer una firma que manufacturaba equipos de agricultura, y ayudó a fundar el Banco de Toronto. Ayudó a formar el Ferrocarril de Port Whitby y Port Perry, y con otra gente, ganó un contrato para construir la línea de los Ferrocarriles del Pacífico de Canadá entre Fort William y Selkirk. Aunque era un auto denominado Reformista, no participó en la Rebelión de Alto Canadá. En 1843 fue elegido para el consejo de Home District, y luego se volvió miembro del consejo del Condado de Ontario. Aunque él se presentó como candidato para el parlamento provincial en casi todas las elecciones entre 1854 y 1875, fue elegido una sola vez, en 1871. También estuvo involucrado en un movimiento de Ley Seca en la región. Murió en Oshawa en 1888.